# Circotettix undulatus
Circotettix undulatus är en insektsart som först beskrevs av Thomas, C. 1872.  Circotettix undulatus ingår i släktet Circotettix och familjen gräshoppor. Inga underarter finns listade i Catalogue of Life.